# Monumento a Francisco Narciso Laprida
El Monumento a Francisco Narciso Laprida de la escultora Lola Mora es una obra realizada en mármol blanco de Carrara ubicada en la ciudad de San José de Jachal en la Provincia de San Juan.
La obra representa a Francisco Narciso Laprida, patriota sanjuanino que durante el Congreso de Tucumán de 1816 que proclamó la independencia argentina presidió las sesiones.
En la obra se representa a Laprida en su juventud, sin el bigote que luciría años después, y tiene un gran nivel de detalle en la escultura pudiendo apreciarse incluso los pliegues de sus medias.

## Historia
La obra fue esculpida aproximadamente entre los años 1906 y 1907 como parte de una obra denominada Conjunto Cuatro Presidentes que pretendía homenajear a Facundo Zuviría, Carlos María de Alvear, Mariano Fragueiro y a Francisco Narciso Laprida. 
La obra fue colocada en el hoy denominado "Salón de los Pasos Perdidos" del edificio perteneciente al Congreso de la Nación Argentina en el año 1907
Durante este periodo la artista sufrió persecuciones por parte de los gobernantes de turno y fue criticada por oponerse a la moral imperante en su época. Estas persecuciones dieron lugar a que la obra fuera trasladada a un depósito municipal en 1915 junto con otras obras de la artista que se exponían en el Congreso.
Luego se separó el conjunto y se entregaron sus partes por separado a las provincias de las cuales eran oriundos los presidentes homenajeados en la misma.
La escultura llegó a la Provincia de San Juan en 1930 y fue colocada en el Parque de Mayo.
Sobrevivió al Terremoto de San Juan de 1944 y fue conservada en un depósito municipal.
En 1951 y con motivo del aniversario de la fundación de la ciudad de San José de Jachal se trasladó a la plaza central de la mencionada ciudad, denominada Plaza General San Martín.

## Restauración
A partir del año 2005 se emprendieron tareas de restauración ya que el mármol de la estatua había sido pintado en sucesivas oportunidades con esmalte sintético.
La restauración fue encarada por la Universidad Nacional de San Juan, la Universidad de Tucumán y la Municipalidad de Jachal y fue financiada con capitales de empresas con explotaciones en la zona.
Durante la restauración y limpieza también se efectuaron trabajos sobre el pedestal de la escultura para evitar riesgos durante los frecuentes sismos de la zona.

## Galería de imágenes

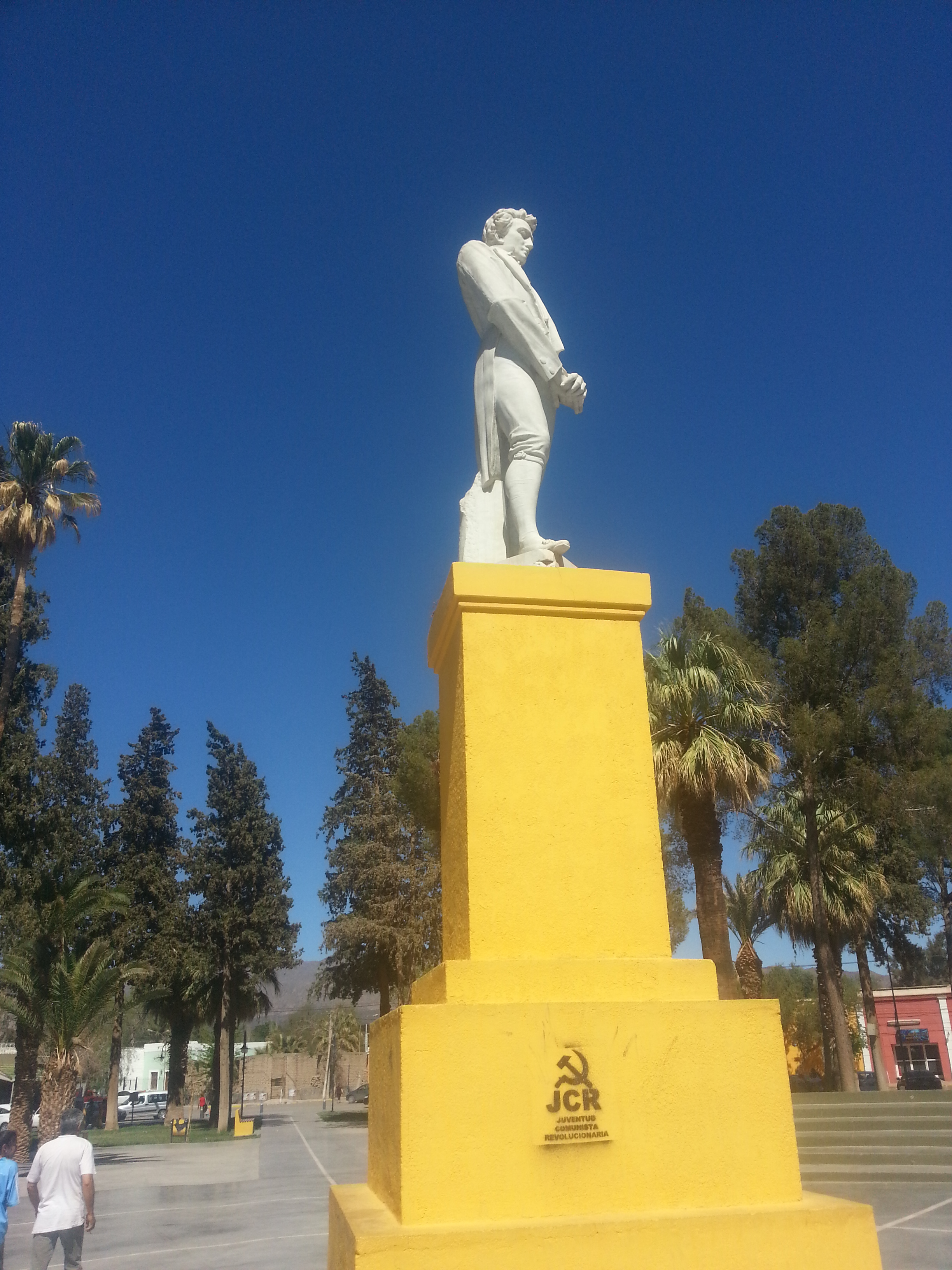
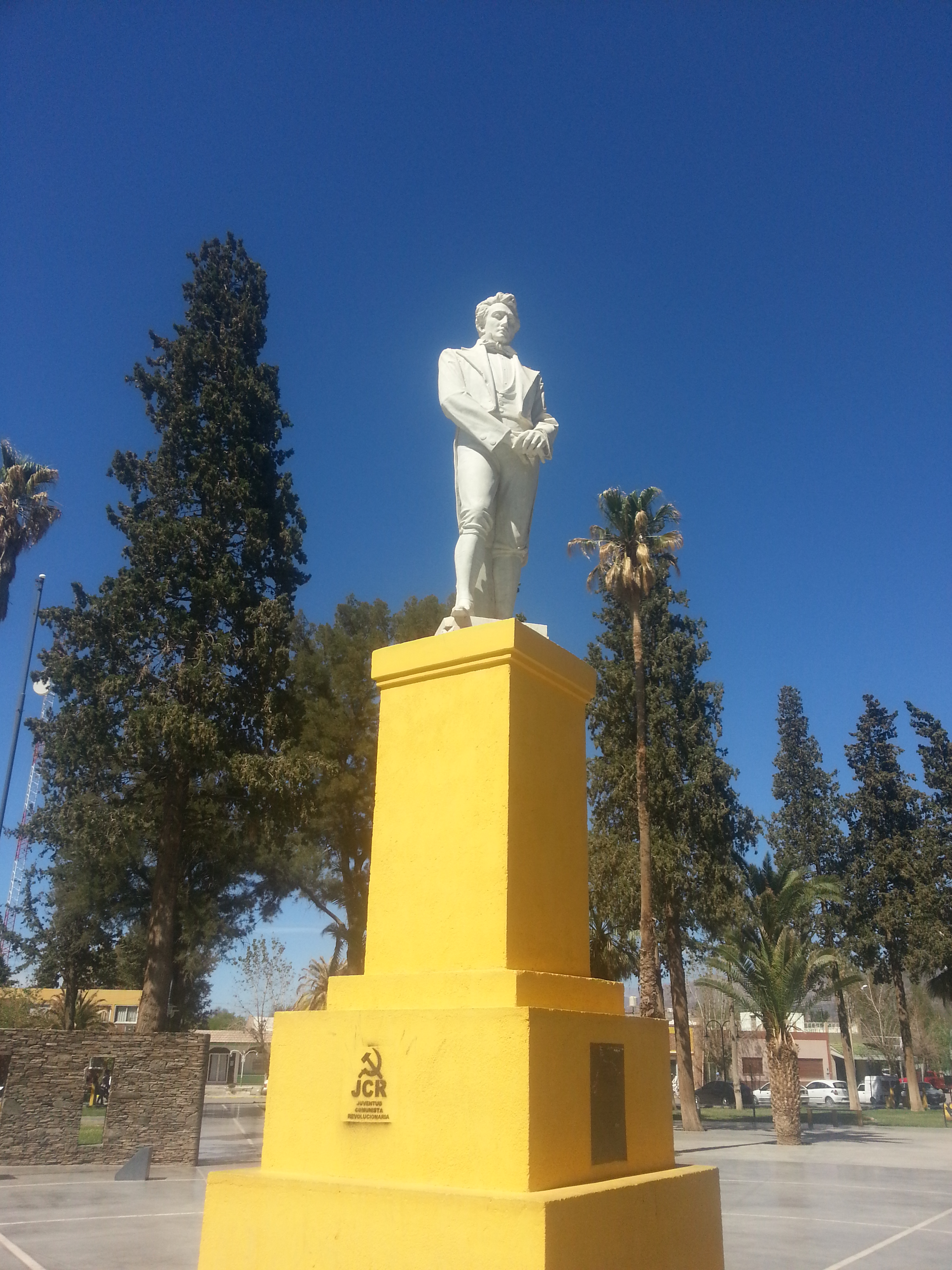
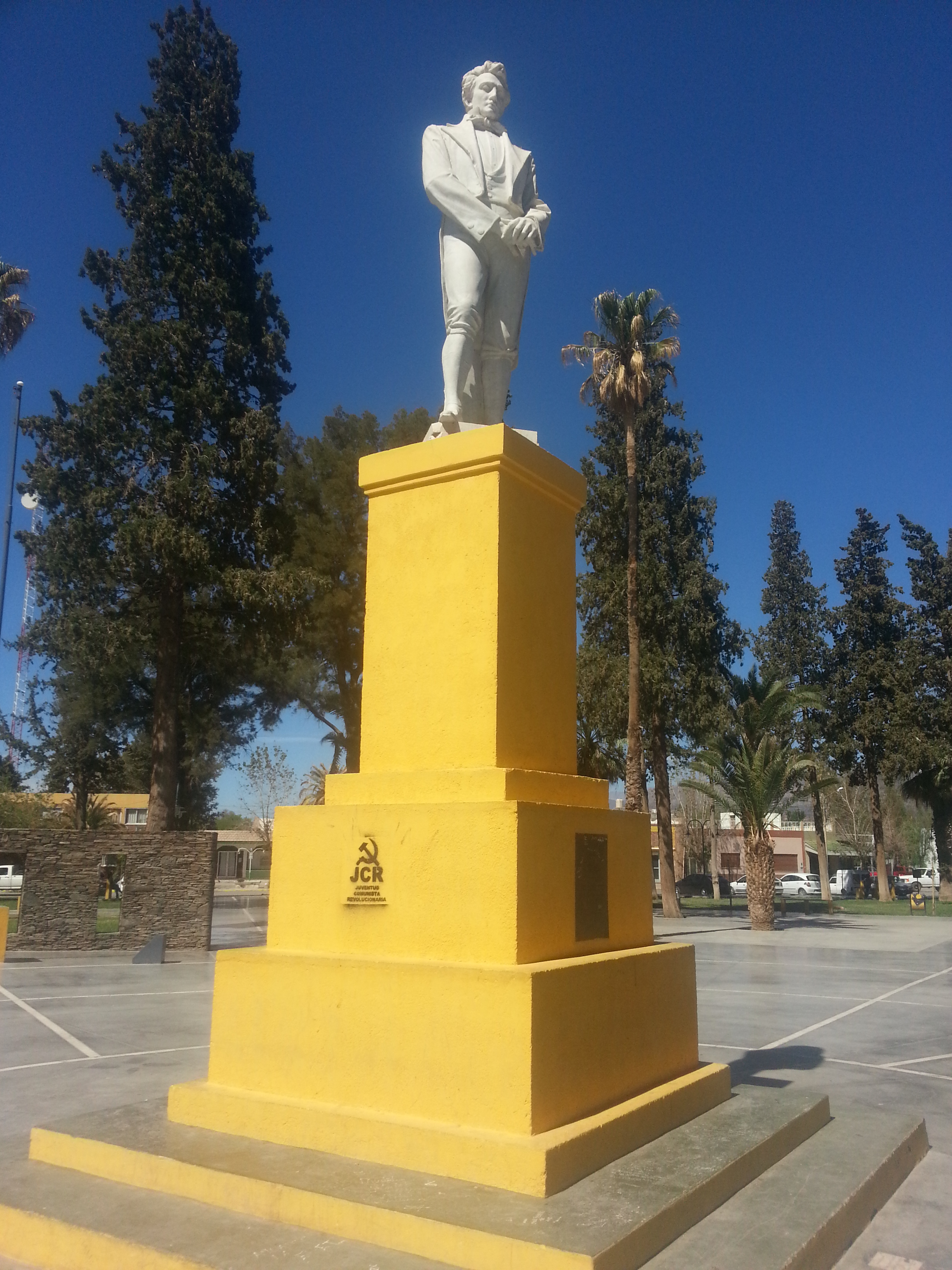
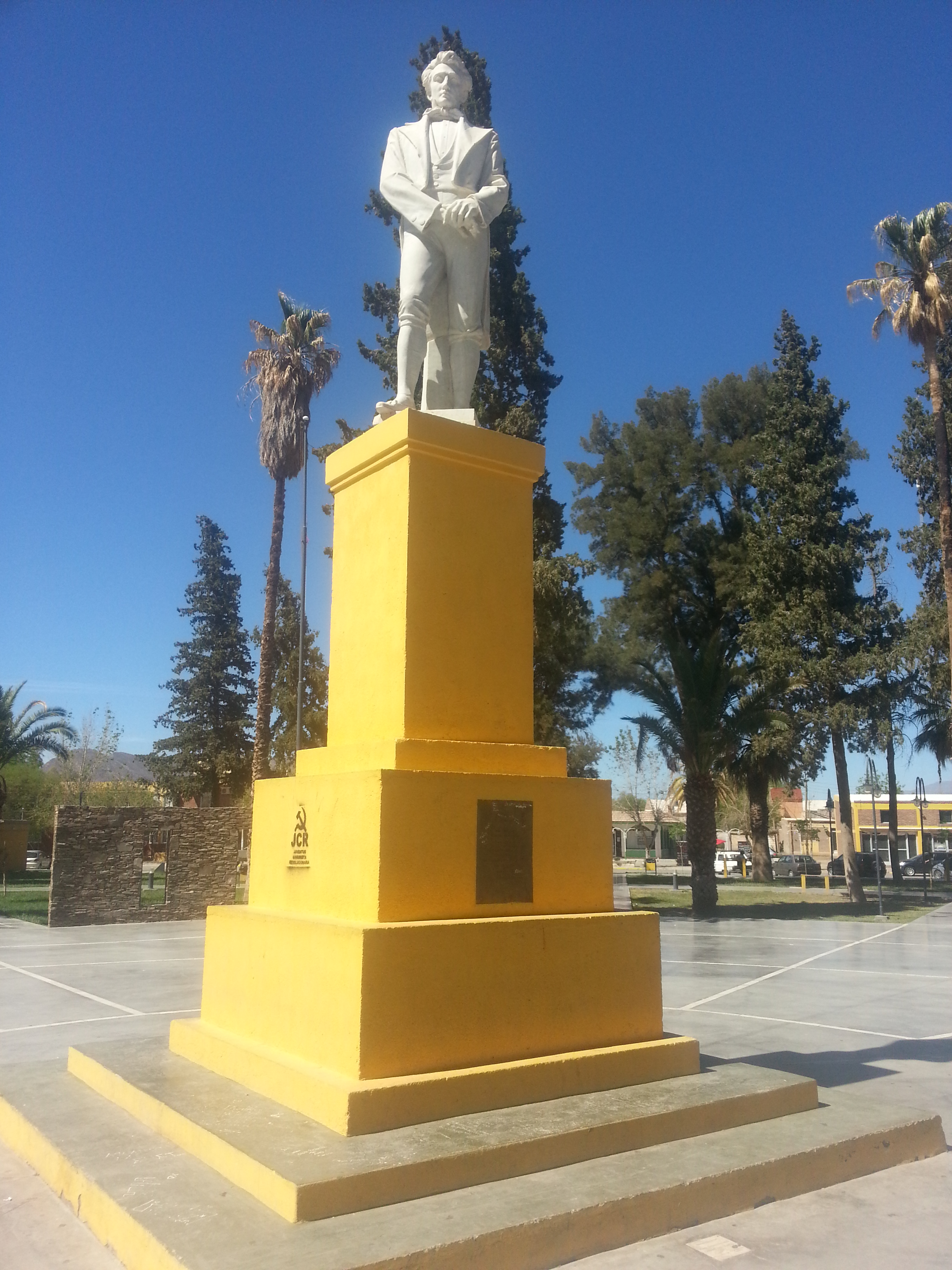